# Sergio Coggiola
Sergio Coggiola (1928-1989) var en italiensk bildesigner.
Coggiola arbetade bland annat för Ghia innan han startade sitt eget  Carrozzeria Coggiola 1966.

## Bilar formgivna av Sergio Coggiola

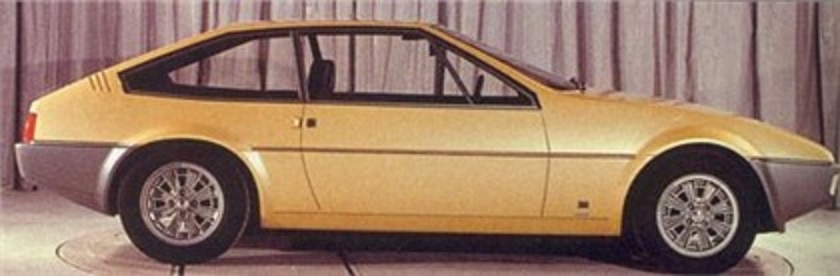
Coggiola Sylvia
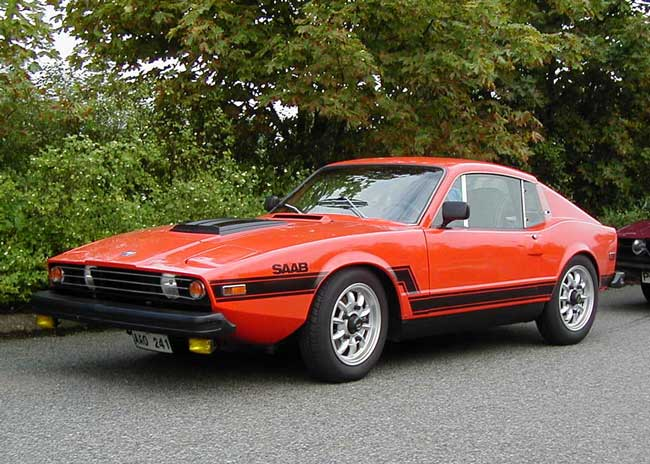
Saab Sonett III
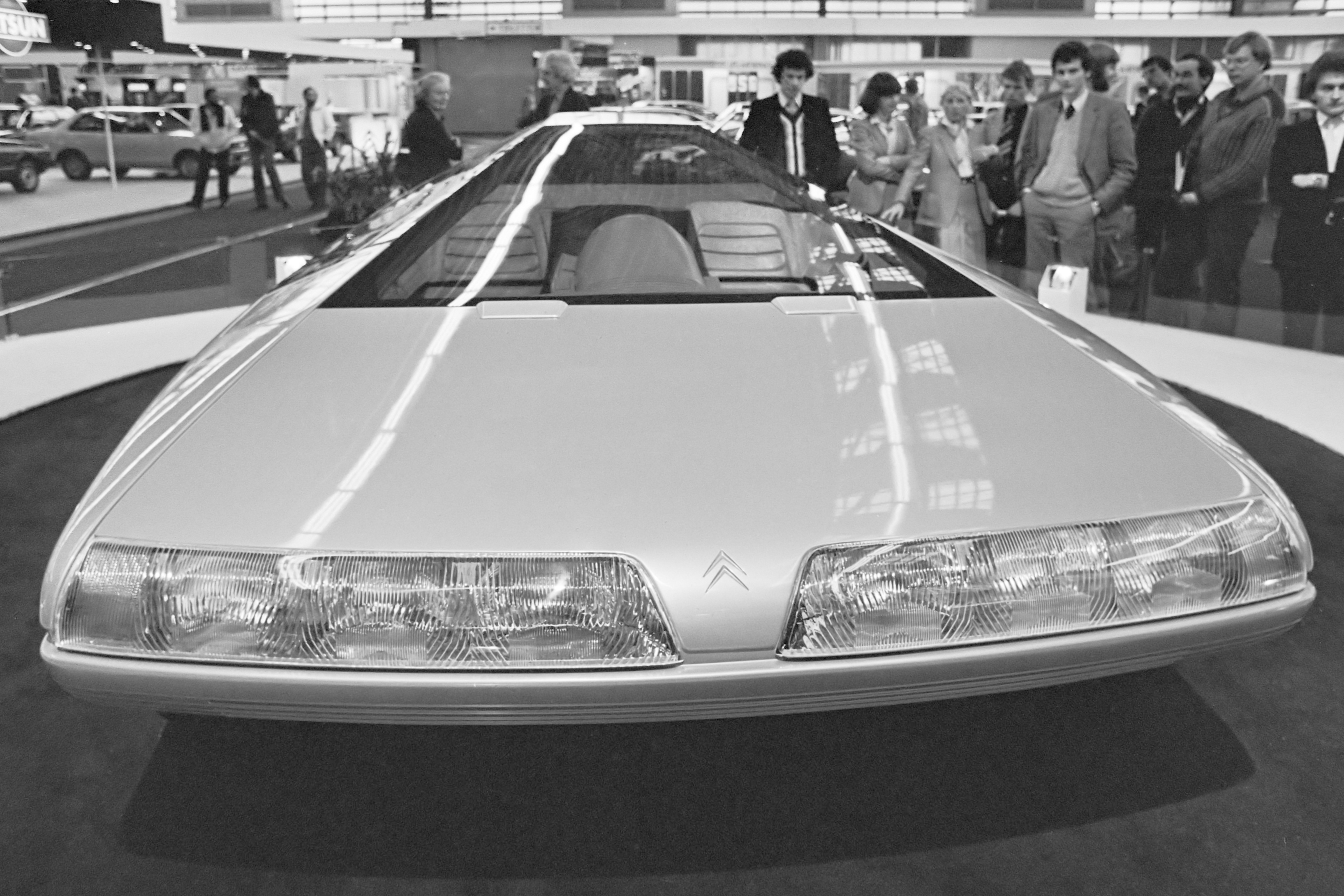
Citroën Karin 1981.